# Jampa Lhakhang
Le Jampa Lhakhang aussi appelé Barkhor Jampa Lhakhang, est un temple fondé au milieu du XVe siècle par Lo Sempa Chenpo Lodro Gyeltsen, un lama gelugpa qui a reconstruit le monastère de Lo dans la haute vallée de Kyichu. Le temple abrite une représentation de Jampa Tromsik (byams pa khrom gzigs), Maitreya regardant le marché. Le temple a été construit pour contrer l'influence néfaste du nord et empêcher le crime dans le marché du Barkhor à Lhassa. Le temple a toujours été entretenu par le monastère de Lo et comporte le stupa reliquaire de Sempa Chenpo Lodro Gyeltsen. Le temple a été restauré en 1992 grâce au don d'une famille privée de Lhassa. La statue principale de Maitreya, en argile sur deux étages, a été réalisée en 1991-1992. La statue originale du XVe siècle a été profanée et retirée du temple durant la révolution culturelle,.

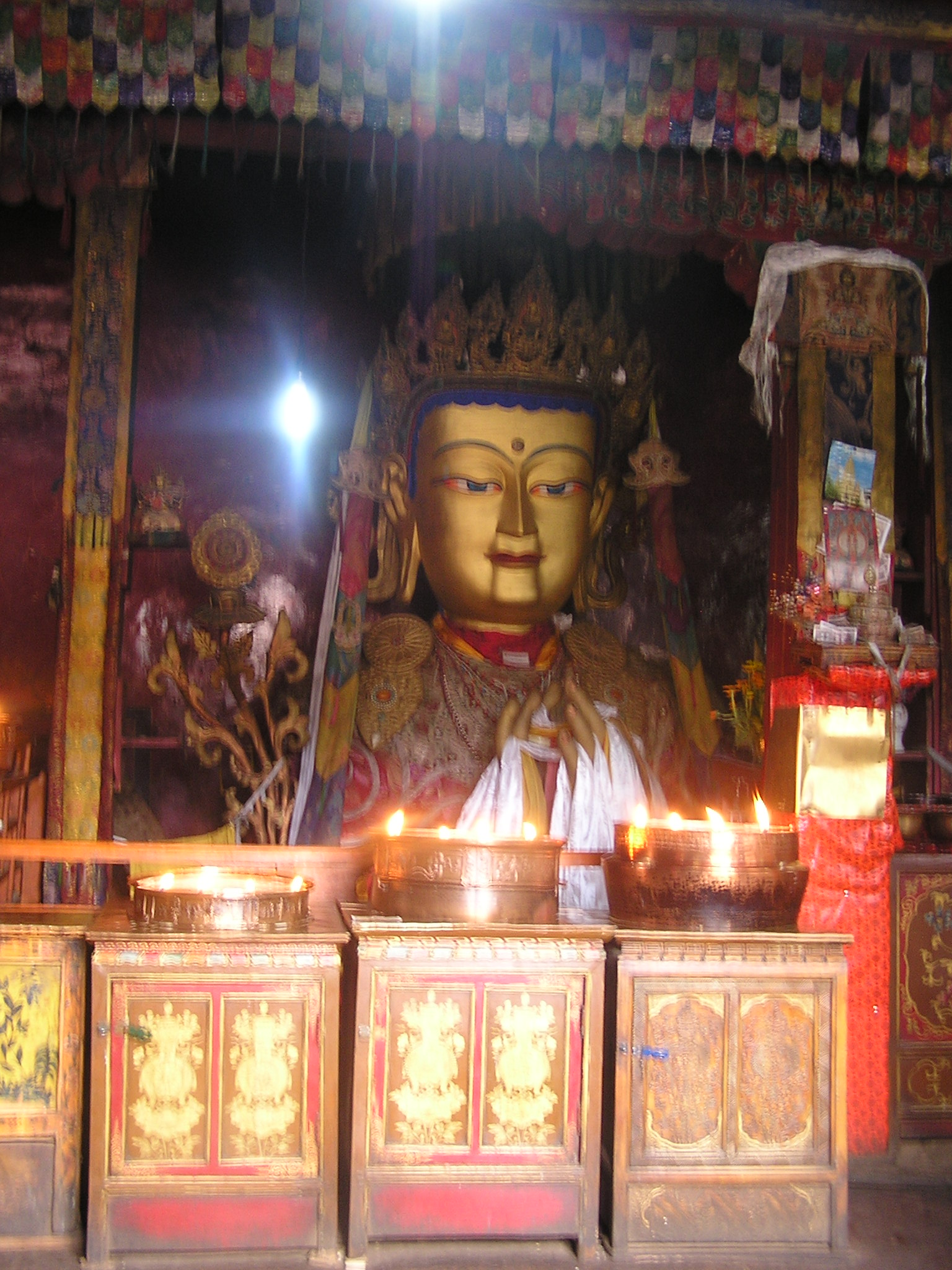
Jampa Tromsik (byams pa khrom gzigs), Maitreya regardant le marché